# Nowy dzień (album)
Nowy dzień – trzeci album zespołu AmetriA.

## Lista utworów
1. „Intro”
2. „Nigdy więcej”
3. „Jest taki czas”
4. „Gest”
5. „Anioł i diabeł”
6. „Mam siłę”
7. „Kim jesteś?”
8. „Nowy dzień”
9. „Zamykam oczy”
10. „Tysiąc kłamstw”
11. „Płomień życia”
12. „Outro”
13. „Gest (radio edit)”
14. „Kim jesteś? (radio edit)”

### Twórcy
- „Selma” – śpiew
- „Arecki” – gitara, śpiew, DJ loopy, sample, instrumenty klawiszowe
- „Qbx” – gitara, śpiew
- „Piter” – gitara basowa, śpiew
- „Tobi” – perkusja

- słowa: Marta Ciecierska, Arkadiusz Stępień, Jakub Łuczak, Piotr Szczęk
- muzyka: AmetriA
- realizacja – mix – mastering: Krzysztof Maszota, Paweł Sapija
- nagranie: New Project Production w Wołominie 7 grudnia 2007 – 25 marca 2008

- projekt graficzny: Maciej Hajnrich
- zdjęcia: Michał „O$ka” Ośka